# Holody Trophy
Die Holody Trophy ist eine Trophäe der Ontario Hockey League für das Team, das in der regulären Saison Sieger der Midwest Division ist. Zur Saison 1998/99, mit der Aufteilung der Liga in vier Divisions, wurde die Trophäe erstmals vergeben. Namensgeber ist Joe Holody, ehemaliger Funktionär der Guelph bzw. Owen Sound Platers.

## Gewinner
| Saison  | Team              |
| ------- | ----------------- |
| 2024/25 | London Knights    |
| 2023/24 | London Knights    |
| 2022/23 | London Knights    |
| 2021/22 | London Knights    |
| 2020/21 | nicht vergeben    |
| 2019/20 | London Knights    |
| 2018/19 | London Knights    |
| 2017/18 | Kitchener Rangers |
| 2016/17 | Erie Otters       |
| 2015/16 | Erie Otters       |
| 2014/15 | Erie Otters       |
| 2013/14 | Guelph Storm      |
| 2012/13 | London Knights    |
| 2011/12 | London Knights    |
| 2010/11 | Owen Sound Attack |
| 2009/10 | London Knights    |
| 2008/09 | London Knights    |
| 2007/08 | Kitchener Rangers |
| 2006/07 | London Knights    |
| 2005/06 | London Knights    |
| 2004/05 | London Knights    |
| 2003/04 | London Knights    |
| 2002/03 | Kitchener Rangers |
| 2001/02 | Erie Otters       |
| 2000/01 | Erie Otters       |
| 1999/00 | Erie Otters       |
| 1998/99 | Guelph Storm      |

## Quelle
- Ontario Hockey League Media Information Guide 2014–2015, S. 130.